# Parnall Possum
Parnall Possum là một loại máy bay ném bom thử nghiệm ba tầng cánh của Anh trong thập niên 1920.

## Tính năng kỹ chiến thuật
Dữ liệu lấy từ Wixey 1990, tr. 117
Đặc tính tổng quát
- Chiều dài: 39 ft 0 in (11,89 m)
- Sải cánh: 46 ft 0 in (14,02 m)
- Chiều cao: 13 ft 9 in (4,19 m)
- Diện tích cánh: 777 foot vuông (72,2 m2)
- Trọng lượng có tải: 6.300 lb (2.858 kg)
- Động cơ: 1 × Napier Lion

Hiệu suất bay
- Vận tốc cực đại: 105 mph (169 km/h; 91 kn) approximately
- Vận tốc hành trình: 80 mph (70 kn; 129 km/h) approximately